# Mystropetalaceae

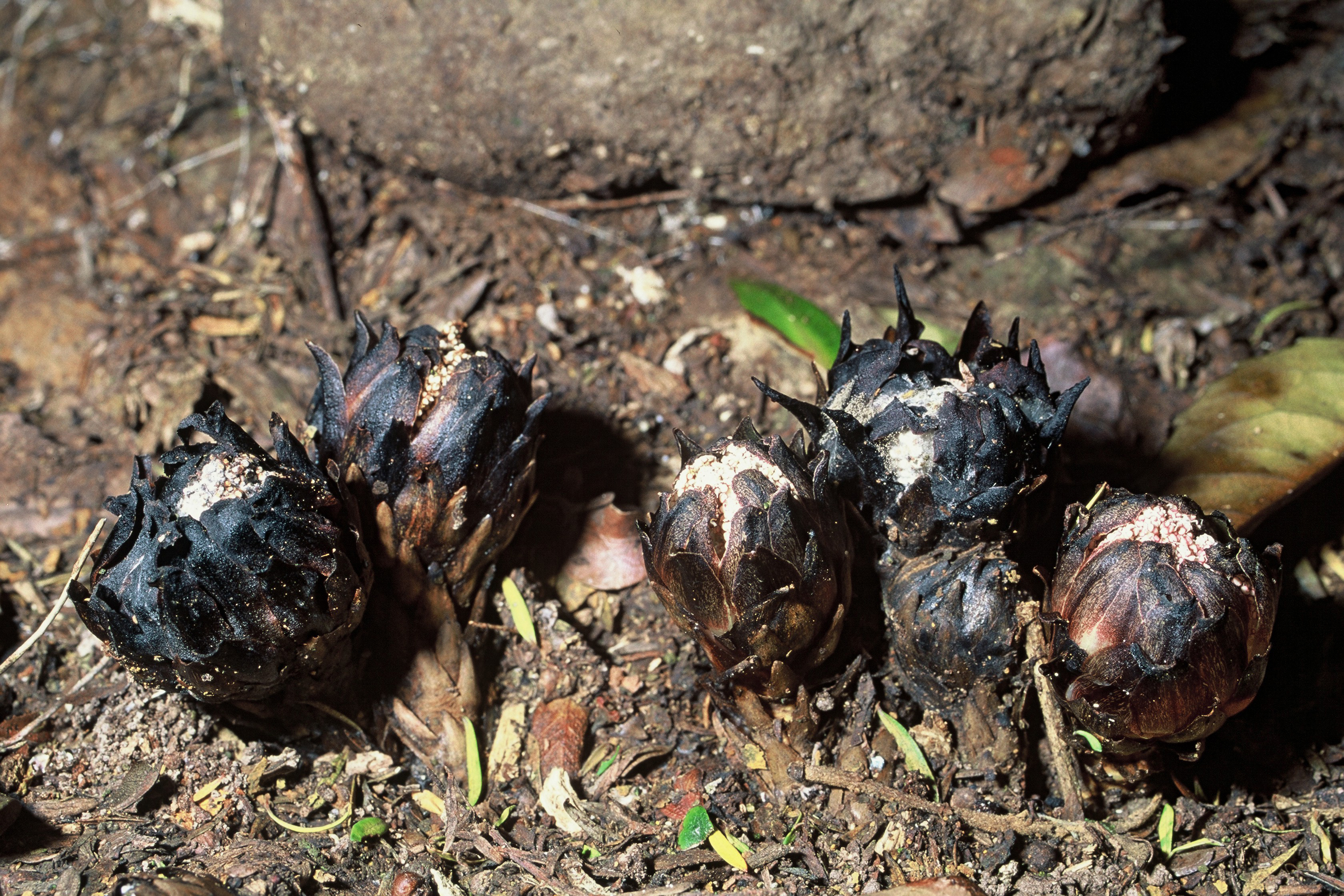
Dactylanthus taylorii

Mystropetalaceae – rodzina bezzieleniowych roślin z rzędu sandałowców (Santalales). Obejmuje trzy monotypowe rodzaje. Dactylanthus występuje w Nowej Zelandii, Hachettea w Nowej Kaledonii, a Mystropetalon w Południowej Afryce.

## Morfologia
Bezzieleniowe pasożyty korzeniowe. Na poziomie gruntu tworzą koralkową strukturę, z której wyrasta gęsty, groniasty kwiatostan z drobnymi kwiatami. Okazałe, odpadające z czasem podsadki okrywają rozwijający się kwiatostan. Te same rośliny wytwarzają odrębne kwiatostany męskie i żeńskie, przy czym młode rośliny tworzą zwykle głównie lub wyłącznie kwiatostany męskie, a starsze żeńskie. Kwiaty męskie mają zredukowany okwiat składający się z 2–3 członów i 1–2 pręciki. Kwiaty żeńskie mają 2–3 listki okwiatu i dolną zalążnię z pojedynczą szyjką i 1–3 zalążkami. Owocami są drobne pestkowce nie przekraczające 2 mm długości.

## Systematyka
Pozycja według Angiosperm Phylogeny Website (aktualizowany system APG IV z 2016)
Rodzaje tu zaliczane tradycyjnie były włączane do gałecznicowatych Balanophoraceae, jeszcze w systemie Takhtajana z 2009. W obrębie tej rodziny wyodrębniane były w podrodziny Mystropetaloideae i Dactylanthoideae. Wyodrębnione zostały w randze osobnej rodziny sandałowców w wyniku analiz filogenetycznych opublikowanych w roku 2015.
|  | Ximeniaceae                                                                |
|  |                                                                            |
|  | \| \| Aptandraceae \| \| \| \| \| \| Olacaceae przemierżlowate \| \| \| \| |
|  |                                                                            |
|  | Aptandraceae                                                               |
|  |                                                                            |
|  | Olacaceae przemierżlowate                                                  |
|  |                                                                            |

|  | Aptandraceae              |
|  |                           |
|  | Olacaceae przemierżlowate |
|  |                           |

|  | Opiliaceae                 |
|  |                            |
|  | Santalaceae sandałowcowate |
|  |                            |

|  | Loranthaceae gązewnikowate |
|  |                            |
|  | Mystropetalaceae           |
|  |                            |

|  | Misodendraceae |
|  |                |
|  | Schoepfiaceae  |
|  |                |

|  | Loranthaceae gązewnikowate |
|  |                            |
|  | Mystropetalaceae           |
|  |                            |

|  | Misodendraceae |
|  |                |
|  | Schoepfiaceae  |
|  |                |

|  | Opiliaceae                 |
|  |                            |
|  | Santalaceae sandałowcowate |
|  |                            |

|  | Loranthaceae gązewnikowate |
|  |                            |
|  | Mystropetalaceae           |
|  |                            |

|  | Misodendraceae |
|  |                |
|  | Schoepfiaceae  |
|  |                |

|  | Loranthaceae gązewnikowate |
|  |                            |
|  | Mystropetalaceae           |
|  |                            |

|  | Misodendraceae |
|  |                |
|  | Schoepfiaceae  |
|  |                |

|  | Opiliaceae                 |
|  |                            |
|  | Santalaceae sandałowcowate |
|  |                            |

|  | Loranthaceae gązewnikowate |
|  |                            |
|  | Mystropetalaceae           |
|  |                            |

|  | Misodendraceae |
|  |                |
|  | Schoepfiaceae  |
|  |                |

|  | Loranthaceae gązewnikowate |
|  |                            |
|  | Mystropetalaceae           |
|  |                            |

|  | Misodendraceae |
|  |                |
|  | Schoepfiaceae  |
|  |                |

|  | Opiliaceae                 |
|  |                            |
|  | Santalaceae sandałowcowate |
|  |                            |

|  | Loranthaceae gązewnikowate |
|  |                            |
|  | Mystropetalaceae           |
|  |                            |

|  | Misodendraceae |
|  |                |
|  | Schoepfiaceae  |
|  |                |

|  | Loranthaceae gązewnikowate |
|  |                            |
|  | Mystropetalaceae           |
|  |                            |

|  | Misodendraceae |
|  |                |
|  | Schoepfiaceae  |
|  |                |

|  | Opiliaceae                 |
|  |                            |
|  | Santalaceae sandałowcowate |
|  |                            |

|  | Loranthaceae gązewnikowate |
|  |                            |
|  | Mystropetalaceae           |
|  |                            |

|  | Misodendraceae |
|  |                |
|  | Schoepfiaceae  |
|  |                |

|  | Loranthaceae gązewnikowate |
|  |                            |
|  | Mystropetalaceae           |
|  |                            |

|  | Misodendraceae |
|  |                |
|  | Schoepfiaceae  |
|  |                |

|  | Opiliaceae                 |
|  |                            |
|  | Santalaceae sandałowcowate |
|  |                            |

|  | Loranthaceae gązewnikowate |
|  |                            |
|  | Mystropetalaceae           |
|  |                            |

|  | Misodendraceae |
|  |                |
|  | Schoepfiaceae  |
|  |                |

|  | Loranthaceae gązewnikowate |
|  |                            |
|  | Mystropetalaceae           |
|  |                            |

|  | Misodendraceae |
|  |                |
|  | Schoepfiaceae  |
|  |                |

|  | Opiliaceae                 |
|  |                            |
|  | Santalaceae sandałowcowate |
|  |                            |

|  | Loranthaceae gązewnikowate |
|  |                            |
|  | Mystropetalaceae           |
|  |                            |

|  | Misodendraceae |
|  |                |
|  | Schoepfiaceae  |
|  |                |

|  | Loranthaceae gązewnikowate |
|  |                            |
|  | Mystropetalaceae           |
|  |                            |

|  | Misodendraceae |
|  |                |
|  | Schoepfiaceae  |
|  |                |

|  | Opiliaceae                 |
|  |                            |
|  | Santalaceae sandałowcowate |
|  |                            |

|  | Loranthaceae gązewnikowate |
|  |                            |
|  | Mystropetalaceae           |
|  |                            |

|  | Misodendraceae |
|  |                |
|  | Schoepfiaceae  |
|  |                |

|  | Loranthaceae gązewnikowate |
|  |                            |
|  | Mystropetalaceae           |
|  |                            |

|  | Misodendraceae |
|  |                |
|  | Schoepfiaceae  |
|  |                |

|  | Ximeniaceae                                                                |
|  |                                                                            |
|  | \| \| Aptandraceae \| \| \| \| \| \| Olacaceae przemierżlowate \| \| \| \| |
|  |                                                                            |
|  | Aptandraceae                                                               |
|  |                                                                            |
|  | Olacaceae przemierżlowate                                                  |
|  |                                                                            |

|  | Aptandraceae              |
|  |                           |
|  | Olacaceae przemierżlowate |
|  |                           |

|  | Opiliaceae                 |
|  |                            |
|  | Santalaceae sandałowcowate |
|  |                            |

|  | Loranthaceae gązewnikowate |
|  |                            |
|  | Mystropetalaceae           |
|  |                            |

|  | Misodendraceae |
|  |                |
|  | Schoepfiaceae  |
|  |                |

|  | Loranthaceae gązewnikowate |
|  |                            |
|  | Mystropetalaceae           |
|  |                            |

|  | Misodendraceae |
|  |                |
|  | Schoepfiaceae  |
|  |                |

|  | Opiliaceae                 |
|  |                            |
|  | Santalaceae sandałowcowate |
|  |                            |

|  | Loranthaceae gązewnikowate |
|  |                            |
|  | Mystropetalaceae           |
|  |                            |

|  | Misodendraceae |
|  |                |
|  | Schoepfiaceae  |
|  |                |

|  | Loranthaceae gązewnikowate |
|  |                            |
|  | Mystropetalaceae           |
|  |                            |

|  | Misodendraceae |
|  |                |
|  | Schoepfiaceae  |
|  |                |

|  | Opiliaceae                 |
|  |                            |
|  | Santalaceae sandałowcowate |
|  |                            |

|  | Loranthaceae gązewnikowate |
|  |                            |
|  | Mystropetalaceae           |
|  |                            |

|  | Misodendraceae |
|  |                |
|  | Schoepfiaceae  |
|  |                |

|  | Loranthaceae gązewnikowate |
|  |                            |
|  | Mystropetalaceae           |
|  |                            |

|  | Misodendraceae |
|  |                |
|  | Schoepfiaceae  |
|  |                |

|  | Opiliaceae                 |
|  |                            |
|  | Santalaceae sandałowcowate |
|  |                            |

|  | Loranthaceae gązewnikowate |
|  |                            |
|  | Mystropetalaceae           |
|  |                            |

|  | Misodendraceae |
|  |                |
|  | Schoepfiaceae  |
|  |                |

|  | Loranthaceae gązewnikowate |
|  |                            |
|  | Mystropetalaceae           |
|  |                            |

|  | Misodendraceae |
|  |                |
|  | Schoepfiaceae  |
|  |                |

|  | Opiliaceae                 |
|  |                            |
|  | Santalaceae sandałowcowate |
|  |                            |

|  | Loranthaceae gązewnikowate |
|  |                            |
|  | Mystropetalaceae           |
|  |                            |

|  | Misodendraceae |
|  |                |
|  | Schoepfiaceae  |
|  |                |

|  | Loranthaceae gązewnikowate |
|  |                            |
|  | Mystropetalaceae           |
|  |                            |

|  | Misodendraceae |
|  |                |
|  | Schoepfiaceae  |
|  |                |

|  | Opiliaceae                 |
|  |                            |
|  | Santalaceae sandałowcowate |
|  |                            |

|  | Loranthaceae gązewnikowate |
|  |                            |
|  | Mystropetalaceae           |
|  |                            |

|  | Misodendraceae |
|  |                |
|  | Schoepfiaceae  |
|  |                |

|  | Loranthaceae gązewnikowate |
|  |                            |
|  | Mystropetalaceae           |
|  |                            |

|  | Misodendraceae |
|  |                |
|  | Schoepfiaceae  |
|  |                |

|  | Opiliaceae                 |
|  |                            |
|  | Santalaceae sandałowcowate |
|  |                            |

|  | Loranthaceae gązewnikowate |
|  |                            |
|  | Mystropetalaceae           |
|  |                            |

|  | Misodendraceae |
|  |                |
|  | Schoepfiaceae  |
|  |                |

|  | Loranthaceae gązewnikowate |
|  |                            |
|  | Mystropetalaceae           |
|  |                            |

|  | Misodendraceae |
|  |                |
|  | Schoepfiaceae  |
|  |                |

|  | Opiliaceae                 |
|  |                            |
|  | Santalaceae sandałowcowate |
|  |                            |

|  | Loranthaceae gązewnikowate |
|  |                            |
|  | Mystropetalaceae           |
|  |                            |

|  | Misodendraceae |
|  |                |
|  | Schoepfiaceae  |
|  |                |

|  | Loranthaceae gązewnikowate |
|  |                            |
|  | Mystropetalaceae           |
|  |                            |

|  | Misodendraceae |
|  |                |
|  | Schoepfiaceae  |
|  |                |

|  | Ximeniaceae                                                                |
|  |                                                                            |
|  | \| \| Aptandraceae \| \| \| \| \| \| Olacaceae przemierżlowate \| \| \| \| |
|  |                                                                            |
|  | Aptandraceae                                                               |
|  |                                                                            |
|  | Olacaceae przemierżlowate                                                  |
|  |                                                                            |

|  | Aptandraceae              |
|  |                           |
|  | Olacaceae przemierżlowate |
|  |                           |

|  | Opiliaceae                 |
|  |                            |
|  | Santalaceae sandałowcowate |
|  |                            |

|  | Loranthaceae gązewnikowate |
|  |                            |
|  | Mystropetalaceae           |
|  |                            |

|  | Misodendraceae |
|  |                |
|  | Schoepfiaceae  |
|  |                |

|  | Loranthaceae gązewnikowate |
|  |                            |
|  | Mystropetalaceae           |
|  |                            |

|  | Misodendraceae |
|  |                |
|  | Schoepfiaceae  |
|  |                |

|  | Opiliaceae                 |
|  |                            |
|  | Santalaceae sandałowcowate |
|  |                            |

|  | Loranthaceae gązewnikowate |
|  |                            |
|  | Mystropetalaceae           |
|  |                            |

|  | Misodendraceae |
|  |                |
|  | Schoepfiaceae  |
|  |                |

|  | Loranthaceae gązewnikowate |
|  |                            |
|  | Mystropetalaceae           |
|  |                            |

|  | Misodendraceae |
|  |                |
|  | Schoepfiaceae  |
|  |                |

|  | Opiliaceae                 |
|  |                            |
|  | Santalaceae sandałowcowate |
|  |                            |

|  | Loranthaceae gązewnikowate |
|  |                            |
|  | Mystropetalaceae           |
|  |                            |

|  | Misodendraceae |
|  |                |
|  | Schoepfiaceae  |
|  |                |

|  | Loranthaceae gązewnikowate |
|  |                            |
|  | Mystropetalaceae           |
|  |                            |

|  | Misodendraceae |
|  |                |
|  | Schoepfiaceae  |
|  |                |

|  | Opiliaceae                 |
|  |                            |
|  | Santalaceae sandałowcowate |
|  |                            |

|  | Loranthaceae gązewnikowate |
|  |                            |
|  | Mystropetalaceae           |
|  |                            |

|  | Misodendraceae |
|  |                |
|  | Schoepfiaceae  |
|  |                |

|  | Loranthaceae gązewnikowate |
|  |                            |
|  | Mystropetalaceae           |
|  |                            |

|  | Misodendraceae |
|  |                |
|  | Schoepfiaceae  |
|  |                |

|  | Opiliaceae                 |
|  |                            |
|  | Santalaceae sandałowcowate |
|  |                            |

|  | Loranthaceae gązewnikowate |
|  |                            |
|  | Mystropetalaceae           |
|  |                            |

|  | Misodendraceae |
|  |                |
|  | Schoepfiaceae  |
|  |                |

|  | Loranthaceae gązewnikowate |
|  |                            |
|  | Mystropetalaceae           |
|  |                            |

|  | Misodendraceae |
|  |                |
|  | Schoepfiaceae  |
|  |                |

|  | Opiliaceae                 |
|  |                            |
|  | Santalaceae sandałowcowate |
|  |                            |

|  | Loranthaceae gązewnikowate |
|  |                            |
|  | Mystropetalaceae           |
|  |                            |

|  | Misodendraceae |
|  |                |
|  | Schoepfiaceae  |
|  |                |

|  | Loranthaceae gązewnikowate |
|  |                            |
|  | Mystropetalaceae           |
|  |                            |

|  | Misodendraceae |
|  |                |
|  | Schoepfiaceae  |
|  |                |

|  | Opiliaceae                 |
|  |                            |
|  | Santalaceae sandałowcowate |
|  |                            |

|  | Loranthaceae gązewnikowate |
|  |                            |
|  | Mystropetalaceae           |
|  |                            |

|  | Misodendraceae |
|  |                |
|  | Schoepfiaceae  |
|  |                |

|  | Loranthaceae gązewnikowate |
|  |                            |
|  | Mystropetalaceae           |
|  |                            |

|  | Misodendraceae |
|  |                |
|  | Schoepfiaceae  |
|  |                |

|  | Opiliaceae                 |
|  |                            |
|  | Santalaceae sandałowcowate |
|  |                            |

|  | Loranthaceae gązewnikowate |
|  |                            |
|  | Mystropetalaceae           |
|  |                            |

|  | Misodendraceae |
|  |                |
|  | Schoepfiaceae  |
|  |                |

|  | Loranthaceae gązewnikowate |
|  |                            |
|  | Mystropetalaceae           |
|  |                            |

|  | Misodendraceae |
|  |                |
|  | Schoepfiaceae  |
|  |                |

|  | Ximeniaceae                                                                |
|  |                                                                            |
|  | \| \| Aptandraceae \| \| \| \| \| \| Olacaceae przemierżlowate \| \| \| \| |
|  |                                                                            |
|  | Aptandraceae                                                               |
|  |                                                                            |
|  | Olacaceae przemierżlowate                                                  |
|  |                                                                            |

|  | Aptandraceae              |
|  |                           |
|  | Olacaceae przemierżlowate |
|  |                           |

|  | Opiliaceae                 |
|  |                            |
|  | Santalaceae sandałowcowate |
|  |                            |

|  | Loranthaceae gązewnikowate |
|  |                            |
|  | Mystropetalaceae           |
|  |                            |

|  | Misodendraceae |
|  |                |
|  | Schoepfiaceae  |
|  |                |

|  | Loranthaceae gązewnikowate |
|  |                            |
|  | Mystropetalaceae           |
|  |                            |

|  | Misodendraceae |
|  |                |
|  | Schoepfiaceae  |
|  |                |

|  | Opiliaceae                 |
|  |                            |
|  | Santalaceae sandałowcowate |
|  |                            |

|  | Loranthaceae gązewnikowate |
|  |                            |
|  | Mystropetalaceae           |
|  |                            |

|  | Misodendraceae |
|  |                |
|  | Schoepfiaceae  |
|  |                |

|  | Loranthaceae gązewnikowate |
|  |                            |
|  | Mystropetalaceae           |
|  |                            |

|  | Misodendraceae |
|  |                |
|  | Schoepfiaceae  |
|  |                |

|  | Opiliaceae                 |
|  |                            |
|  | Santalaceae sandałowcowate |
|  |                            |

|  | Loranthaceae gązewnikowate |
|  |                            |
|  | Mystropetalaceae           |
|  |                            |

|  | Misodendraceae |
|  |                |
|  | Schoepfiaceae  |
|  |                |

|  | Loranthaceae gązewnikowate |
|  |                            |
|  | Mystropetalaceae           |
|  |                            |

|  | Misodendraceae |
|  |                |
|  | Schoepfiaceae  |
|  |                |

|  | Opiliaceae                 |
|  |                            |
|  | Santalaceae sandałowcowate |
|  |                            |

|  | Loranthaceae gązewnikowate |
|  |                            |
|  | Mystropetalaceae           |
|  |                            |

|  | Misodendraceae |
|  |                |
|  | Schoepfiaceae  |
|  |                |

|  | Loranthaceae gązewnikowate |
|  |                            |
|  | Mystropetalaceae           |
|  |                            |

|  | Misodendraceae |
|  |                |
|  | Schoepfiaceae  |
|  |                |

|  | Opiliaceae                 |
|  |                            |
|  | Santalaceae sandałowcowate |
|  |                            |

|  | Loranthaceae gązewnikowate |
|  |                            |
|  | Mystropetalaceae           |
|  |                            |

|  | Misodendraceae |
|  |                |
|  | Schoepfiaceae  |
|  |                |

|  | Loranthaceae gązewnikowate |
|  |                            |
|  | Mystropetalaceae           |
|  |                            |

|  | Misodendraceae |
|  |                |
|  | Schoepfiaceae  |
|  |                |

|  | Opiliaceae                 |
|  |                            |
|  | Santalaceae sandałowcowate |
|  |                            |

|  | Loranthaceae gązewnikowate |
|  |                            |
|  | Mystropetalaceae           |
|  |                            |

|  | Misodendraceae |
|  |                |
|  | Schoepfiaceae  |
|  |                |

|  | Loranthaceae gązewnikowate |
|  |                            |
|  | Mystropetalaceae           |
|  |                            |

|  | Misodendraceae |
|  |                |
|  | Schoepfiaceae  |
|  |                |

|  | Opiliaceae                 |
|  |                            |
|  | Santalaceae sandałowcowate |
|  |                            |

|  | Loranthaceae gązewnikowate |
|  |                            |
|  | Mystropetalaceae           |
|  |                            |

|  | Misodendraceae |
|  |                |
|  | Schoepfiaceae  |
|  |                |

|  | Loranthaceae gązewnikowate |
|  |                            |
|  | Mystropetalaceae           |
|  |                            |

|  | Misodendraceae |
|  |                |
|  | Schoepfiaceae  |
|  |                |

|  | Opiliaceae                 |
|  |                            |
|  | Santalaceae sandałowcowate |
|  |                            |

|  | Loranthaceae gązewnikowate |
|  |                            |
|  | Mystropetalaceae           |
|  |                            |

|  | Misodendraceae |
|  |                |
|  | Schoepfiaceae  |
|  |                |

|  | Loranthaceae gązewnikowate |
|  |                            |
|  | Mystropetalaceae           |
|  |                            |

|  | Misodendraceae |
|  |                |
|  | Schoepfiaceae  |
|  |                |

|  | Ximeniaceae                                                                |
|  |                                                                            |
|  | \| \| Aptandraceae \| \| \| \| \| \| Olacaceae przemierżlowate \| \| \| \| |
|  |                                                                            |
|  | Aptandraceae                                                               |
|  |                                                                            |
|  | Olacaceae przemierżlowate                                                  |
|  |                                                                            |

|  | Aptandraceae              |
|  |                           |
|  | Olacaceae przemierżlowate |
|  |                           |

|  | Opiliaceae                 |
|  |                            |
|  | Santalaceae sandałowcowate |
|  |                            |

|  | Loranthaceae gązewnikowate |
|  |                            |
|  | Mystropetalaceae           |
|  |                            |

|  | Misodendraceae |
|  |                |
|  | Schoepfiaceae  |
|  |                |

|  | Loranthaceae gązewnikowate |
|  |                            |
|  | Mystropetalaceae           |
|  |                            |

|  | Misodendraceae |
|  |                |
|  | Schoepfiaceae  |
|  |                |

|  | Opiliaceae                 |
|  |                            |
|  | Santalaceae sandałowcowate |
|  |                            |

|  | Loranthaceae gązewnikowate |
|  |                            |
|  | Mystropetalaceae           |
|  |                            |

|  | Misodendraceae |
|  |                |
|  | Schoepfiaceae  |
|  |                |

|  | Loranthaceae gązewnikowate |
|  |                            |
|  | Mystropetalaceae           |
|  |                            |

|  | Misodendraceae |
|  |                |
|  | Schoepfiaceae  |
|  |                |

|  | Opiliaceae                 |
|  |                            |
|  | Santalaceae sandałowcowate |
|  |                            |

|  | Loranthaceae gązewnikowate |
|  |                            |
|  | Mystropetalaceae           |
|  |                            |

|  | Misodendraceae |
|  |                |
|  | Schoepfiaceae  |
|  |                |

|  | Loranthaceae gązewnikowate |
|  |                            |
|  | Mystropetalaceae           |
|  |                            |

|  | Misodendraceae |
|  |                |
|  | Schoepfiaceae  |
|  |                |

|  | Opiliaceae                 |
|  |                            |
|  | Santalaceae sandałowcowate |
|  |                            |

|  | Loranthaceae gązewnikowate |
|  |                            |
|  | Mystropetalaceae           |
|  |                            |

|  | Misodendraceae |
|  |                |
|  | Schoepfiaceae  |
|  |                |

|  | Loranthaceae gązewnikowate |
|  |                            |
|  | Mystropetalaceae           |
|  |                            |

|  | Misodendraceae |
|  |                |
|  | Schoepfiaceae  |
|  |                |

|  | Opiliaceae                 |
|  |                            |
|  | Santalaceae sandałowcowate |
|  |                            |

|  | Loranthaceae gązewnikowate |
|  |                            |
|  | Mystropetalaceae           |
|  |                            |

|  | Misodendraceae |
|  |                |
|  | Schoepfiaceae  |
|  |                |

|  | Loranthaceae gązewnikowate |
|  |                            |
|  | Mystropetalaceae           |
|  |                            |

|  | Misodendraceae |
|  |                |
|  | Schoepfiaceae  |
|  |                |

|  | Opiliaceae                 |
|  |                            |
|  | Santalaceae sandałowcowate |
|  |                            |

|  | Loranthaceae gązewnikowate |
|  |                            |
|  | Mystropetalaceae           |
|  |                            |

|  | Misodendraceae |
|  |                |
|  | Schoepfiaceae  |
|  |                |

|  | Loranthaceae gązewnikowate |
|  |                            |
|  | Mystropetalaceae           |
|  |                            |

|  | Misodendraceae |
|  |                |
|  | Schoepfiaceae  |
|  |                |

|  | Opiliaceae                 |
|  |                            |
|  | Santalaceae sandałowcowate |
|  |                            |

|  | Loranthaceae gązewnikowate |
|  |                            |
|  | Mystropetalaceae           |
|  |                            |

|  | Misodendraceae |
|  |                |
|  | Schoepfiaceae  |
|  |                |

|  | Loranthaceae gązewnikowate |
|  |                            |
|  | Mystropetalaceae           |
|  |                            |

|  | Misodendraceae |
|  |                |
|  | Schoepfiaceae  |
|  |                |

|  | Opiliaceae                 |
|  |                            |
|  | Santalaceae sandałowcowate |
|  |                            |

|  | Loranthaceae gązewnikowate |
|  |                            |
|  | Mystropetalaceae           |
|  |                            |

|  | Misodendraceae |
|  |                |
|  | Schoepfiaceae  |
|  |                |

|  | Loranthaceae gązewnikowate |
|  |                            |
|  | Mystropetalaceae           |
|  |                            |

|  | Misodendraceae |
|  |                |
|  | Schoepfiaceae  |
|  |                |

|  | Ximeniaceae                                                                |
|  |                                                                            |
|  | \| \| Aptandraceae \| \| \| \| \| \| Olacaceae przemierżlowate \| \| \| \| |
|  |                                                                            |
|  | Aptandraceae                                                               |
|  |                                                                            |
|  | Olacaceae przemierżlowate                                                  |
|  |                                                                            |

|  | Aptandraceae              |
|  |                           |
|  | Olacaceae przemierżlowate |
|  |                           |

|  | Opiliaceae                 |
|  |                            |
|  | Santalaceae sandałowcowate |
|  |                            |

|  | Loranthaceae gązewnikowate |
|  |                            |
|  | Mystropetalaceae           |
|  |                            |

|  | Misodendraceae |
|  |                |
|  | Schoepfiaceae  |
|  |                |

|  | Loranthaceae gązewnikowate |
|  |                            |
|  | Mystropetalaceae           |
|  |                            |

|  | Misodendraceae |
|  |                |
|  | Schoepfiaceae  |
|  |                |

|  | Opiliaceae                 |
|  |                            |
|  | Santalaceae sandałowcowate |
|  |                            |

|  | Loranthaceae gązewnikowate |
|  |                            |
|  | Mystropetalaceae           |
|  |                            |

|  | Misodendraceae |
|  |                |
|  | Schoepfiaceae  |
|  |                |

|  | Loranthaceae gązewnikowate |
|  |                            |
|  | Mystropetalaceae           |
|  |                            |

|  | Misodendraceae |
|  |                |
|  | Schoepfiaceae  |
|  |                |

|  | Opiliaceae                 |
|  |                            |
|  | Santalaceae sandałowcowate |
|  |                            |

|  | Loranthaceae gązewnikowate |
|  |                            |
|  | Mystropetalaceae           |
|  |                            |

|  | Misodendraceae |
|  |                |
|  | Schoepfiaceae  |
|  |                |

|  | Loranthaceae gązewnikowate |
|  |                            |
|  | Mystropetalaceae           |
|  |                            |

|  | Misodendraceae |
|  |                |
|  | Schoepfiaceae  |
|  |                |

|  | Opiliaceae                 |
|  |                            |
|  | Santalaceae sandałowcowate |
|  |                            |

|  | Loranthaceae gązewnikowate |
|  |                            |
|  | Mystropetalaceae           |
|  |                            |

|  | Misodendraceae |
|  |                |
|  | Schoepfiaceae  |
|  |                |

|  | Loranthaceae gązewnikowate |
|  |                            |
|  | Mystropetalaceae           |
|  |                            |

|  | Misodendraceae |
|  |                |
|  | Schoepfiaceae  |
|  |                |

|  | Opiliaceae                 |
|  |                            |
|  | Santalaceae sandałowcowate |
|  |                            |

|  | Loranthaceae gązewnikowate |
|  |                            |
|  | Mystropetalaceae           |
|  |                            |

|  | Misodendraceae |
|  |                |
|  | Schoepfiaceae  |
|  |                |

|  | Loranthaceae gązewnikowate |
|  |                            |
|  | Mystropetalaceae           |
|  |                            |

|  | Misodendraceae |
|  |                |
|  | Schoepfiaceae  |
|  |                |

|  | Opiliaceae                 |
|  |                            |
|  | Santalaceae sandałowcowate |
|  |                            |

|  | Loranthaceae gązewnikowate |
|  |                            |
|  | Mystropetalaceae           |
|  |                            |

|  | Misodendraceae |
|  |                |
|  | Schoepfiaceae  |
|  |                |

|  | Loranthaceae gązewnikowate |
|  |                            |
|  | Mystropetalaceae           |
|  |                            |

|  | Misodendraceae |
|  |                |
|  | Schoepfiaceae  |
|  |                |

|  | Opiliaceae                 |
|  |                            |
|  | Santalaceae sandałowcowate |
|  |                            |

|  | Loranthaceae gązewnikowate |
|  |                            |
|  | Mystropetalaceae           |
|  |                            |

|  | Misodendraceae |
|  |                |
|  | Schoepfiaceae  |
|  |                |

|  | Loranthaceae gązewnikowate |
|  |                            |
|  | Mystropetalaceae           |
|  |                            |

|  | Misodendraceae |
|  |                |
|  | Schoepfiaceae  |
|  |                |

|  | Opiliaceae                 |
|  |                            |
|  | Santalaceae sandałowcowate |
|  |                            |

|  | Loranthaceae gązewnikowate |
|  |                            |
|  | Mystropetalaceae           |
|  |                            |

|  | Misodendraceae |
|  |                |
|  | Schoepfiaceae  |
|  |                |

|  | Loranthaceae gązewnikowate |
|  |                            |
|  | Mystropetalaceae           |
|  |                            |

|  | Misodendraceae |
|  |                |
|  | Schoepfiaceae  |
|  |                |

|  | Ximeniaceae                                                                |
|  |                                                                            |
|  | \| \| Aptandraceae \| \| \| \| \| \| Olacaceae przemierżlowate \| \| \| \| |
|  |                                                                            |
|  | Aptandraceae                                                               |
|  |                                                                            |
|  | Olacaceae przemierżlowate                                                  |
|  |                                                                            |

|  | Aptandraceae              |
|  |                           |
|  | Olacaceae przemierżlowate |
|  |                           |

|  | Opiliaceae                 |
|  |                            |
|  | Santalaceae sandałowcowate |
|  |                            |

|  | Loranthaceae gązewnikowate |
|  |                            |
|  | Mystropetalaceae           |
|  |                            |

|  | Misodendraceae |
|  |                |
|  | Schoepfiaceae  |
|  |                |

|  | Loranthaceae gązewnikowate |
|  |                            |
|  | Mystropetalaceae           |
|  |                            |

|  | Misodendraceae |
|  |                |
|  | Schoepfiaceae  |
|  |                |

|  | Opiliaceae                 |
|  |                            |
|  | Santalaceae sandałowcowate |
|  |                            |

|  | Loranthaceae gązewnikowate |
|  |                            |
|  | Mystropetalaceae           |
|  |                            |

|  | Misodendraceae |
|  |                |
|  | Schoepfiaceae  |
|  |                |

|  | Loranthaceae gązewnikowate |
|  |                            |
|  | Mystropetalaceae           |
|  |                            |

|  | Misodendraceae |
|  |                |
|  | Schoepfiaceae  |
|  |                |

|  | Opiliaceae                 |
|  |                            |
|  | Santalaceae sandałowcowate |
|  |                            |

|  | Loranthaceae gązewnikowate |
|  |                            |
|  | Mystropetalaceae           |
|  |                            |

|  | Misodendraceae |
|  |                |
|  | Schoepfiaceae  |
|  |                |

|  | Loranthaceae gązewnikowate |
|  |                            |
|  | Mystropetalaceae           |
|  |                            |

|  | Misodendraceae |
|  |                |
|  | Schoepfiaceae  |
|  |                |

|  | Opiliaceae                 |
|  |                            |
|  | Santalaceae sandałowcowate |
|  |                            |

|  | Loranthaceae gązewnikowate |
|  |                            |
|  | Mystropetalaceae           |
|  |                            |

|  | Misodendraceae |
|  |                |
|  | Schoepfiaceae  |
|  |                |

|  | Loranthaceae gązewnikowate |
|  |                            |
|  | Mystropetalaceae           |
|  |                            |

|  | Misodendraceae |
|  |                |
|  | Schoepfiaceae  |
|  |                |

|  | Opiliaceae                 |
|  |                            |
|  | Santalaceae sandałowcowate |
|  |                            |

|  | Loranthaceae gązewnikowate |
|  |                            |
|  | Mystropetalaceae           |
|  |                            |

|  | Misodendraceae |
|  |                |
|  | Schoepfiaceae  |
|  |                |

|  | Loranthaceae gązewnikowate |
|  |                            |
|  | Mystropetalaceae           |
|  |                            |

|  | Misodendraceae |
|  |                |
|  | Schoepfiaceae  |
|  |                |

|  | Opiliaceae                 |
|  |                            |
|  | Santalaceae sandałowcowate |
|  |                            |

|  | Loranthaceae gązewnikowate |
|  |                            |
|  | Mystropetalaceae           |
|  |                            |

|  | Misodendraceae |
|  |                |
|  | Schoepfiaceae  |
|  |                |

|  | Loranthaceae gązewnikowate |
|  |                            |
|  | Mystropetalaceae           |
|  |                            |

|  | Misodendraceae |
|  |                |
|  | Schoepfiaceae  |
|  |                |

|  | Opiliaceae                 |
|  |                            |
|  | Santalaceae sandałowcowate |
|  |                            |

|  | Loranthaceae gązewnikowate |
|  |                            |
|  | Mystropetalaceae           |
|  |                            |

|  | Misodendraceae |
|  |                |
|  | Schoepfiaceae  |
|  |                |

|  | Loranthaceae gązewnikowate |
|  |                            |
|  | Mystropetalaceae           |
|  |                            |

|  | Misodendraceae |
|  |                |
|  | Schoepfiaceae  |
|  |                |

|  | Opiliaceae                 |
|  |                            |
|  | Santalaceae sandałowcowate |
|  |                            |

|  | Loranthaceae gązewnikowate |
|  |                            |
|  | Mystropetalaceae           |
|  |                            |

|  | Misodendraceae |
|  |                |
|  | Schoepfiaceae  |
|  |                |

|  | Loranthaceae gązewnikowate |
|  |                            |
|  | Mystropetalaceae           |
|  |                            |

|  | Misodendraceae |
|  |                |
|  | Schoepfiaceae  |
|  |                |

|  | Ximeniaceae                                                                |
|  |                                                                            |
|  | \| \| Aptandraceae \| \| \| \| \| \| Olacaceae przemierżlowate \| \| \| \| |
|  |                                                                            |
|  | Aptandraceae                                                               |
|  |                                                                            |
|  | Olacaceae przemierżlowate                                                  |
|  |                                                                            |

|  | Aptandraceae              |
|  |                           |
|  | Olacaceae przemierżlowate |
|  |                           |

|  | Opiliaceae                 |
|  |                            |
|  | Santalaceae sandałowcowate |
|  |                            |

|  | Loranthaceae gązewnikowate |
|  |                            |
|  | Mystropetalaceae           |
|  |                            |

|  | Misodendraceae |
|  |                |
|  | Schoepfiaceae  |
|  |                |

|  | Loranthaceae gązewnikowate |
|  |                            |
|  | Mystropetalaceae           |
|  |                            |

|  | Misodendraceae |
|  |                |
|  | Schoepfiaceae  |
|  |                |

|  | Opiliaceae                 |
|  |                            |
|  | Santalaceae sandałowcowate |
|  |                            |

|  | Loranthaceae gązewnikowate |
|  |                            |
|  | Mystropetalaceae           |
|  |                            |

|  | Misodendraceae |
|  |                |
|  | Schoepfiaceae  |
|  |                |

|  | Loranthaceae gązewnikowate |
|  |                            |
|  | Mystropetalaceae           |
|  |                            |

|  | Misodendraceae |
|  |                |
|  | Schoepfiaceae  |
|  |                |

|  | Opiliaceae                 |
|  |                            |
|  | Santalaceae sandałowcowate |
|  |                            |

|  | Loranthaceae gązewnikowate |
|  |                            |
|  | Mystropetalaceae           |
|  |                            |

|  | Misodendraceae |
|  |                |
|  | Schoepfiaceae  |
|  |                |

|  | Loranthaceae gązewnikowate |
|  |                            |
|  | Mystropetalaceae           |
|  |                            |

|  | Misodendraceae |
|  |                |
|  | Schoepfiaceae  |
|  |                |

|  | Opiliaceae                 |
|  |                            |
|  | Santalaceae sandałowcowate |
|  |                            |

|  | Loranthaceae gązewnikowate |
|  |                            |
|  | Mystropetalaceae           |
|  |                            |

|  | Misodendraceae |
|  |                |
|  | Schoepfiaceae  |
|  |                |

|  | Loranthaceae gązewnikowate |
|  |                            |
|  | Mystropetalaceae           |
|  |                            |

|  | Misodendraceae |
|  |                |
|  | Schoepfiaceae  |
|  |                |

|  | Opiliaceae                 |
|  |                            |
|  | Santalaceae sandałowcowate |
|  |                            |

|  | Loranthaceae gązewnikowate |
|  |                            |
|  | Mystropetalaceae           |
|  |                            |

|  | Misodendraceae |
|  |                |
|  | Schoepfiaceae  |
|  |                |

|  | Loranthaceae gązewnikowate |
|  |                            |
|  | Mystropetalaceae           |
|  |                            |

|  | Misodendraceae |
|  |                |
|  | Schoepfiaceae  |
|  |                |

|  | Opiliaceae                 |
|  |                            |
|  | Santalaceae sandałowcowate |
|  |                            |

|  | Loranthaceae gązewnikowate |
|  |                            |
|  | Mystropetalaceae           |
|  |                            |

|  | Misodendraceae |
|  |                |
|  | Schoepfiaceae  |
|  |                |

|  | Loranthaceae gązewnikowate |
|  |                            |
|  | Mystropetalaceae           |
|  |                            |

|  | Misodendraceae |
|  |                |
|  | Schoepfiaceae  |
|  |                |

|  | Opiliaceae                 |
|  |                            |
|  | Santalaceae sandałowcowate |
|  |                            |

|  | Loranthaceae gązewnikowate |
|  |                            |
|  | Mystropetalaceae           |
|  |                            |

|  | Misodendraceae |
|  |                |
|  | Schoepfiaceae  |
|  |                |

|  | Loranthaceae gązewnikowate |
|  |                            |
|  | Mystropetalaceae           |
|  |                            |

|  | Misodendraceae |
|  |                |
|  | Schoepfiaceae  |
|  |                |

|  | Opiliaceae                 |
|  |                            |
|  | Santalaceae sandałowcowate |
|  |                            |

|  | Loranthaceae gązewnikowate |
|  |                            |
|  | Mystropetalaceae           |
|  |                            |

|  | Misodendraceae |
|  |                |
|  | Schoepfiaceae  |
|  |                |

|  | Loranthaceae gązewnikowate |
|  |                            |
|  | Mystropetalaceae           |
|  |                            |

|  | Misodendraceae |
|  |                |
|  | Schoepfiaceae  |
|  |                |

Rodzaje:
- Dactylanthus Hook. f.
- Hachettea Baill.
- Mystropetalon Harv.